# IC 3854/1
IC 3854/1 је спирална галаксија у сазвијежђу Ловачки пси која се налази на листи објеката дубоког неба у Индекс каталогу.
Деклинација објекта је + 40° 50' 56" а ректасцензија 12h 53m 12,6s. Привидна величина (магнитуда) објекта IC 3854 износи 16,0 а фотографска магнитуда 16,8. IC 38541 је још познат и под ознакама NPM1G +41.0311, PGC 2171849.